# IMac G4
iMac G4 - på engelsk ofte kaldet iLamp, Lamp eller sunflower (solsikke) - er en alt-i-en personlig computer designet, fremstillet og solgt af Apple Computer, Inc. fra januar 2002 til august 2004. Den erstattede iMac G3, og blev senere efterfulgt af iMac G5.
iMac G4 bestod af en LCD skærm, monteret på en justerbar bærearm over en halvkugle indeholdende selve computeren. Halvkuglen indehold bland andet et optisk drev i fuld størrelse, en fjerde-generations PowerPC G4 processor, en mono højtaler og computerens strømforsyning. Bærearmen tillod skærmens retning, højde og hældning at blive justeret, og gav en illusion af at skærmen svævede over bordet. iMac G4 blev kun solgt i hvid, og var i modsætning til den tidligere iMac G3 ikke gennemsigtig. Computeren blev solgt med Apple Pro Keyboard og Apple Pro Mouse, som senere blev redesignet og omdøbt til henholdsvis Apple Keyboard og Apple Mouse. Apple Pro-højttalere, som leverede lyd af bedre kvalitet end den interne højttaler samt stereo-lyd, var også tilgængelige. Apple Pro-højttalerne brugte et unikt stik til tilslutning, som var designet til kun at fungere sammen med nogle få udvalgte Apple Macintosh-modeller.
iMac G4 inkluderede oprindeligt både styresystemerne Mac OS 9 og Mac OS X, eftersom computeren blev introduceret samme år som Mac OS 9 udgik. Computeren kunne opgraderes op til Mac OS X Tiger og Leopard, men på disse to versioner fungerede visse grafiske effekter ikke da GeForce 4 MX grafikkortet ikke understøttede Apples Core Image grafikteknologi. Eksempler på dette kunne ses ved manglende "bølgeeffekt" når en ny widget tilføjedes til Dashboard, eller ved manglende gennemsigtighed på menulinjen under MacOS X Leopard.
iMac G4 var oprindeligt kendt som den nye iMac i den overlappende periode hvor iMac G3 fortsat blev solgt. I løbet af denne periode havde Apple næsten udfaset CRT-skærme fra deres produktlinje. Grundet datidens relativt høje pris på LCD-skærme var iMac G4 dyrere end sin forgænger, hvilket førte til et øget behov for et billigere alternativ der kunne benyttes af bl.a. uddannelsesinstitutioner, efterhånden som iMac G3s aldrende teknologi ikke længere kunne opfylde behovet. For at dække dette behov introducerede Apple i april 2002 eMac, og stoppede samtidigt produktion af iMac G3. Fra dette tidspunkt blev iMac G4 i marketingsmateriale blot omtalt som iMac, indtil iMac G5 blev introduceret i august 2004, hvorefter den blev omtalt som iMac G4.
Apple reklamerede med friheden til at justere skærmen på iMac G4 på samme facon som en arkitektlampe, hvorfra computeren fik øgenavnet "iLamp", med henvisning til Luxo Jr. fra en kortfilm produceret af Pixar, et selskab delvist grundlagt af Steve Jobs. En af reklamerne for computeren fremviste den stående i et butiksvindue, hvor den efterlignede bevægelserne fra en tilfældig forbipasserende mand. Til sidst i reklamen rækker manden tunge af computeren, hvilket den også efterligner ved at åbne skuffen til det optiske drev.
De interne komponenter husedes i en hvid halvkugle, 10,6" i diameter, med Apples logo og et optisk drev placeret på forsiden, og alle tilslutningsmuligheder placeret på bagsiden. Oven på halvkuglen var monteret en bærearm i forkromet, rustfrit stål, hvorpå LCD-skærmen var monteret. Med til computeren fulgte Apple Pro mus og tastatur, begge i tilsvarende hvid, og - afhængigt af modellen - Apple Pro højtalere. Alle modeller kom med indbygget mono højtaler, samt indbygget mikrofon i skærmen. I modsætning til tidligere iMac modeller, der benyttede passiv køling, var iMac G4 udstyret med aktiv køling fra en støjsvag intern blæser, monteret øverst i halvkuglen.
Den konkurrerende computer Gateway Profile var et af de få Windows og Intel baserede alternativer til iMac G4 indenfor alt-i-en computerkategorien med LCD-skærm. En anmelder bemærkede at Profile havde mere CPU-kraft på grund af dens Intel Pentium 4 processor. iMac G4 var hæmmet af den lave L2-cache på G4-processoren, der modsat Power Mac med dens 1 MB cache kun havde 256 KB cache. iMac G4 havde til gengæld klare fordele i billedkvalitet, da den benyttede en digital LCD modsat Profiles analoge LCD, samt ergonomi takket være den fleksible bærearm, og multimediefunktioner. Anmelderen konkluderede at iMac G4 fungerede godt som en introduktion til Macintosh-økosystemet, men bemærkede samtdigt at computerens relativt høje pris nærmede sig priserne på bærbare computere, som udover at være mobile også havde LCD-skærme med højere opløsning. 